# Красне (Скадовський район)
Кра́сне (при заснуванні — Второприморське) — село в Україні, у Скадовській міській громаді Скадовського району Херсонської області. До 2020 центр Красненської сільської ради.
Населення становить 3024 осіб.

## Історія
На території Скадовського р-ну., багато поховальних пам'яток кочівників. Поблизу Красного досліджено кургани з похованнями ямної, катакомбної та зрубної культур (знайдено антропоморфну стелу), впускними скіфськими, сарматськими та середньовічними кочівницькими похованнями; розкопано скіфський курган (розкопки Є. В. Черненка у 1975 році). На південно-західній околиці села та за 0,3 — 1,5 кілометра на схід, південний схід і захід від нього — десять курганів висотою 0,5 — 4 метри.
Станом на 1886 рік в селі, центрі Красної волості Дніпровського повіту Таврійської губернії, мешкало 1431 особа, налічувався 201 двір, існували православна церква, школа, 5 лавок та винний склад.
Відповідно до Розпорядження Кабінету Міністрів України від 12 червня 2020 року № 726-р «Про визначення адміністративних центрів та затвердження територій територіальних громад Херсонської області» увійшло до складу Скадовської міської громади.
24 лютого 2022 року село тимчасово окуповане російськими військами під час російсько-української війни.
22 червня 2023 року рішенням Національної комісії зі стандартів державної мови віднесено до списку населених пунктів, які «можуть не відповідати лексичним нормам української мови», зокрема стосуватися «російської імперської чи колоніальної політики». Громаді рекомендовано обґрунтувати доцільність збереження поточної назви або  запропонувати нову назву в установленому законодавством порядку.

## Населення
Згідно з переписом УРСР 1989 року чисельність наявного населення села становила 3290 осіб, з яких 1558 чоловіків та 1732 жінки.
За переписом населення України 2001 року в селі мешкало 3024 особи.

### Мовний склад
Рідна мова населення за даними перепису 2001 року:
| Мова            | Кількість | Відсоток |
| --------------- | --------- | -------- |
| українська      | 2583      | 85.42%   |
| російська       | 418       | 13.82%   |
| білоруська      | 13        | 0.43%    |
| вірменська      | 4         | 0.13%    |
| румунська       | 3         | 0.10%    |
| інші/не вказали | 3         | 0.10%    |
| Усього          | 3024      | 100%     |

## Відомі особистості
Уродженкою села є Сидоренко-Малюкова Т. С. — композитор, музичний педагог, заслужений діяч мистецтв УРСР.

## Туризм
Розміщення села поряд з Джарилгацькою затокою спонукало розвиток дитячих закладів.
Дитячі оздоровчі заклади станом на 2015 рік [Архівовано 30 вересня 2017 у Wayback Machine.].
| Позаміський заклад оздоровлення та відпочинку «Крилатий»                                        | місткість 400 чол. |
| Дитячий спортивно-оздоровчий комплекс «Чемпіон»                                                 | місткість 400 чол. |
| Дитячий оздоровчий табір «Сучасник»                                                             | місткість 385 чол. |
| Дитячий заклад санаторного типу «Ювілейний» приватного багатопрофільного підприємства «Паритет» | місткість 150 чол. |